# Conseil de l’Entente

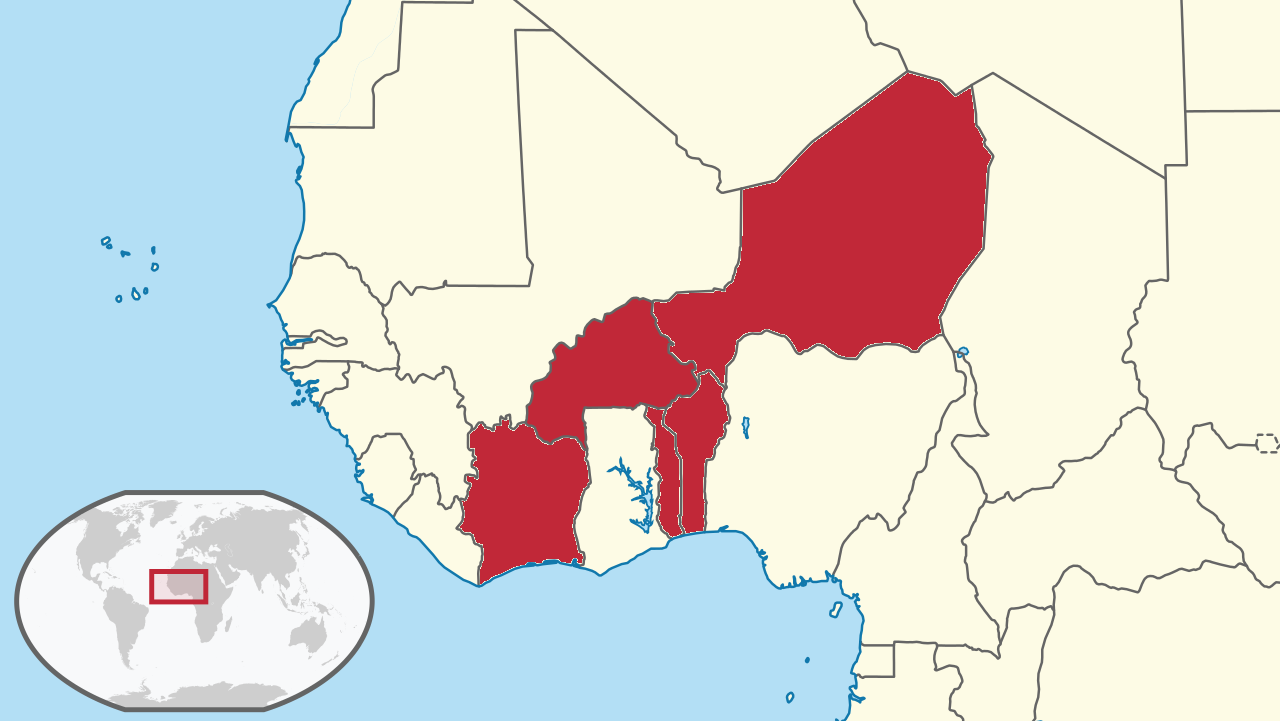
Die Mitgliedstaaten des Conseil de l’Entente

Der Conseil de l’Entente ist eine Regionalorganisation in Westafrika. Im Jahr 1959 vom damaligen Dahomey, Obervolta, Elfenbeinküste und Niger als Nachfolge-Organisation der Union Sahel-Benin gegründet, vereinigte er die frankreichfreundlichen ehemaligen Kolonien Frankreichs in Westafrika. Togo trat der Organisation 1966 bei. Der Sitz der Organisation befindet sich in Abidjan.